# 미국 특수작전사령부
미국 특수작전사령부(영어: United States Special Operations Command (USSOCOM))는 플로리다주 맥딜 공군기지에 본부를 두고 미군의 모든 특수부대를 총괄하는 미국 국방부의 통합전투사령부이다. 대장 계급의 장교가 지휘관으로 임명된다.

## 임무
- 민사(영어:Civil Affairs)
- 대분란전
- 대테러 활동
- 반대량살상무기(Countering Weapons of Mass Destruction)
- 직접행동
- 해외 인도주의 원조(Foreign Humanitarian Assistance)
- 해외 내부 방어(영어:Foreign Internal Defense)
- 인질 구조 및 회수(Hostage Rescue and Recovery)
- 군사 정보 지원 작전(Military Information Support Operations)
- 안보전력원조(영어:Security Force Assistance)
- 특수 수색정찰
- 비재래전

## 역사
주이란 미국 대사관에 억류된 자국의 인질을 해방시키기 위해 시도했던 독수리 발톱 작전을 조사하던 해군작전참모 제임스 L. 홀로웨이 3세가 각 군의 지휘 혼선을 해결하기 위해 1987년 4월 16일 창설하였다.
2006년 2월, 미국 국방부는 육군의 그린베레와 델타 포스의 인원을 늘리는 한편, 해병대 예하에도 새로운 특수부대를 새로 창설하는 등 미국 전체 특수부대의 인원을 15% 증강함으로써, 국방전략을 정규전 중심에서 특수부대의 비정규전 중심으로 개편하는 보고서를 발표했다.
2011년 5월 1일, 해군특수전개발단은 오퍼레이션 제로니모를 실행하여, 파키스탄에서 오사마 빈라덴을 사살했다. 미국 중앙정보부가 지휘한 비밀 작전이라고 보도된 것으로 알려져 있다.

## 구조

### 본부
미국 특수작전사령부, 본부(영어: Headquarters, USSOCOM)
- 사령관 Commander - 대장
- Deputy Commander - 중장
- Vice Commander - 중장
- Command Senior Enlisted Leader - 주임원사
- 참모 본부, 참모장(Headquarters Staff Chief of Staff) - 소장
  - J1 Directorate of Personnel - 대령
  - J2 Directorate of Intelligence - 대령/준장
  - J3 Directorate of Operations - 소장
  - J4 Directorate of Logistics - 대령
  - J5 Directorate of Strategy, Plans and Policy - 민간인
  - J6 Directorate of Communications - 민간인
  - J7 (Provisional) Joint SOF Force Development and Design - 소장
  - J8 Directorate of Force Structure, Requirements, Resources and Strategic Assessments - 소장
  - J10 Directorate Countering Weapons of Mass Destruction - 민간인
- Special Operations Forces Acquisition, Technology & Logistics - 민간인
- Special Operations Financial Management - 민간인
- Chief Digital and Artificial Intelligence Officer - 민간인
- Joint Special Operations University - 민간인 박사
- Deputy Commander for Mobilization and Reserve Affairs - 소장

### 산하 조직

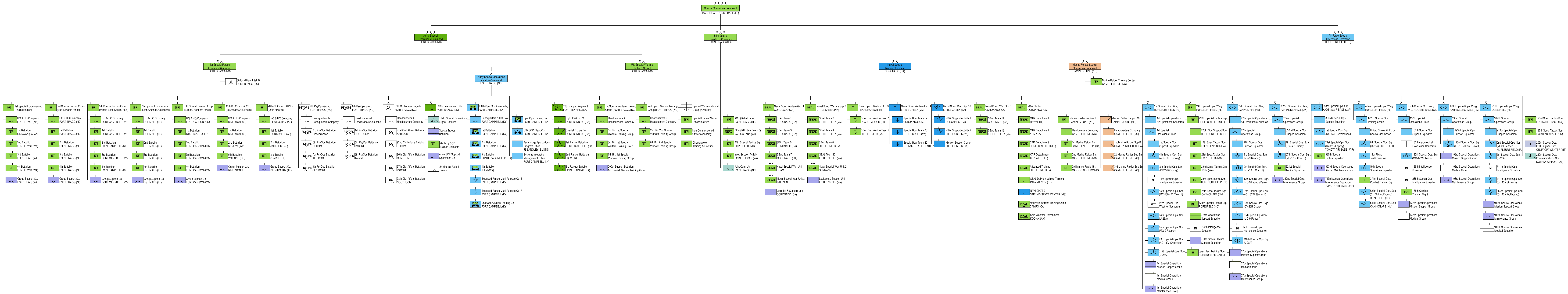
USSOCOM의 구조

군종별 근무구성사령부 및 직할 기관의 문장
합동특수작전사령부(JFSOCOM)
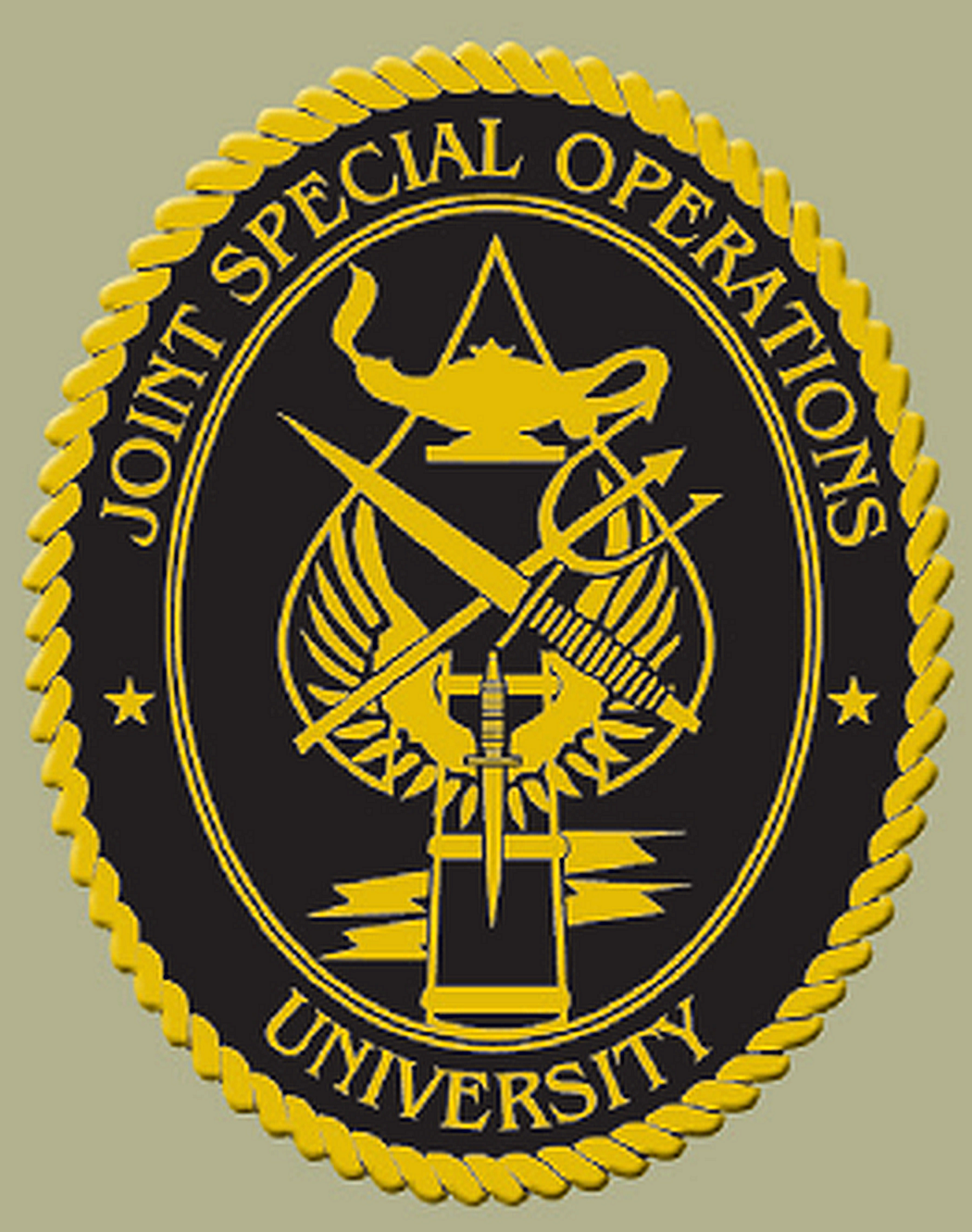
합동특수작전대학(JSOU)
육군 특수작전사령부(USASOCOM)
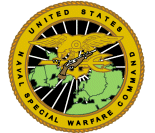
해군특수전사령부(NAVSPECWARCOM)
공군특수작전사령부(AFSOCOM)
해병대 특수작전사령부(MARSOC)

- 합동특수작전사령부 - 노스캐롤라이나주 포트 리버티; 1980년 10월 22일, 창설[4]
- 미국 육군 특수작전사령부 - 노스캐롤라이나주 포트 리버티; 1989년 12월 1일, 창설[5]
- 해군특수전사령부 - 캘리포니아주 콜로라도 해군상륙기지; 1987년 4월 16일, 창설[6]
- 공군특수작전사령부 - 플로리다주 헐버트 비행장; 1990년 5월 22일, 창설[7]
- 미국 해병대 특수작전사령부 - MCB 캠프 르준; 2006년 2월 24일, 창설[8]
- 미국 우주군 특수작전사령부; (예정)[9]

Theater Special Operations Command (TSOC)의 문장
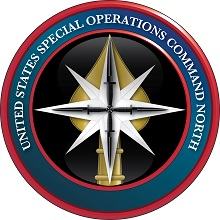
Theater Special Operations Command (TSOC)→전구 특수작전사령부의 문장
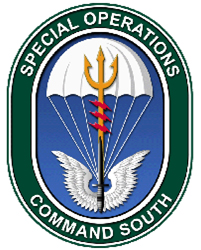
북부특수작전사령부(SOCNORTH) 북부사령부
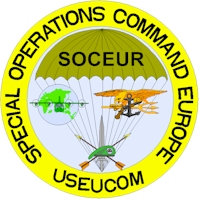
남부특수작전사령부(SOUTHCOM) 남부사령부
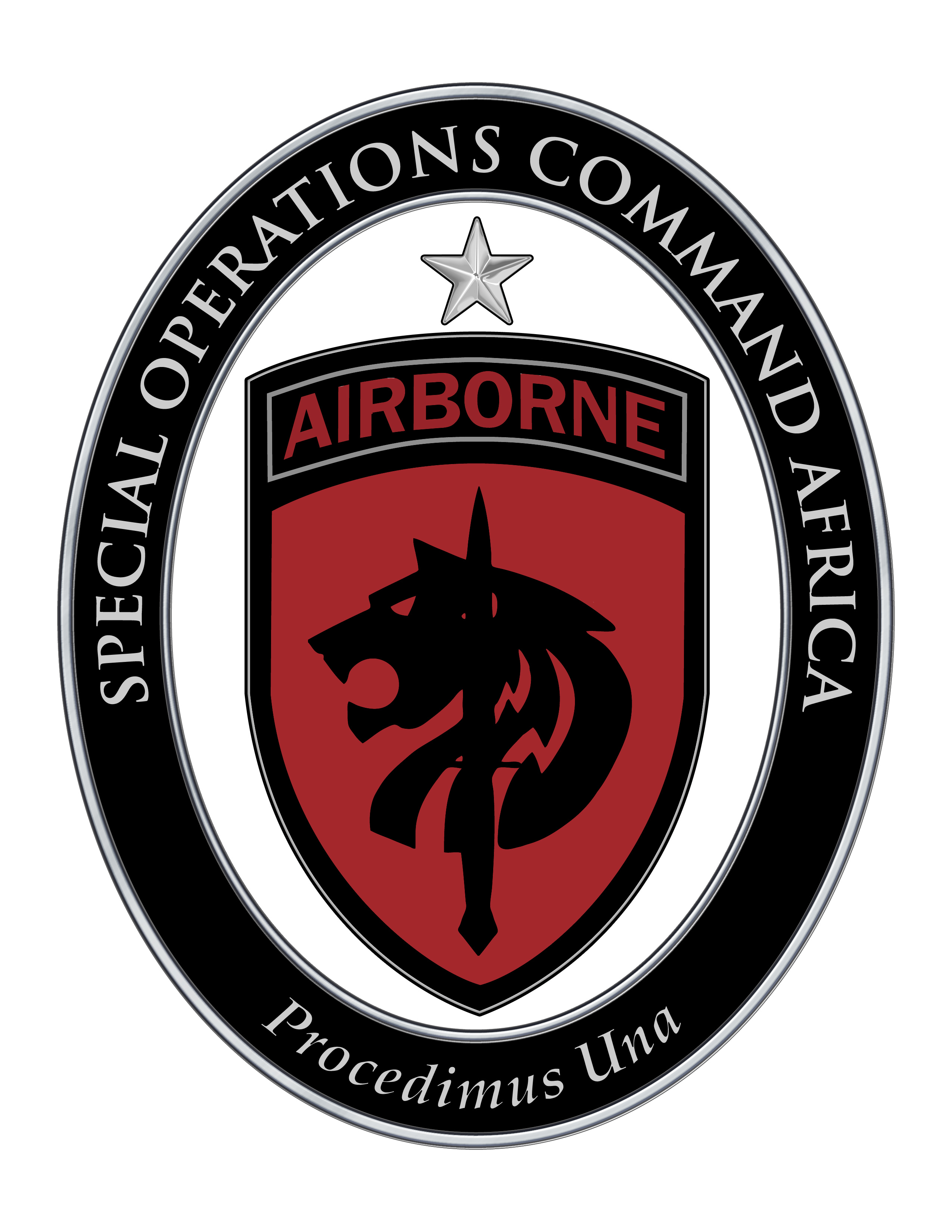
유럽 특수작전사령부(SOCEUR)
 유럽 사령부
아프리카 특수작전사령부(SOCAFRICA)
 아프리카 사령부
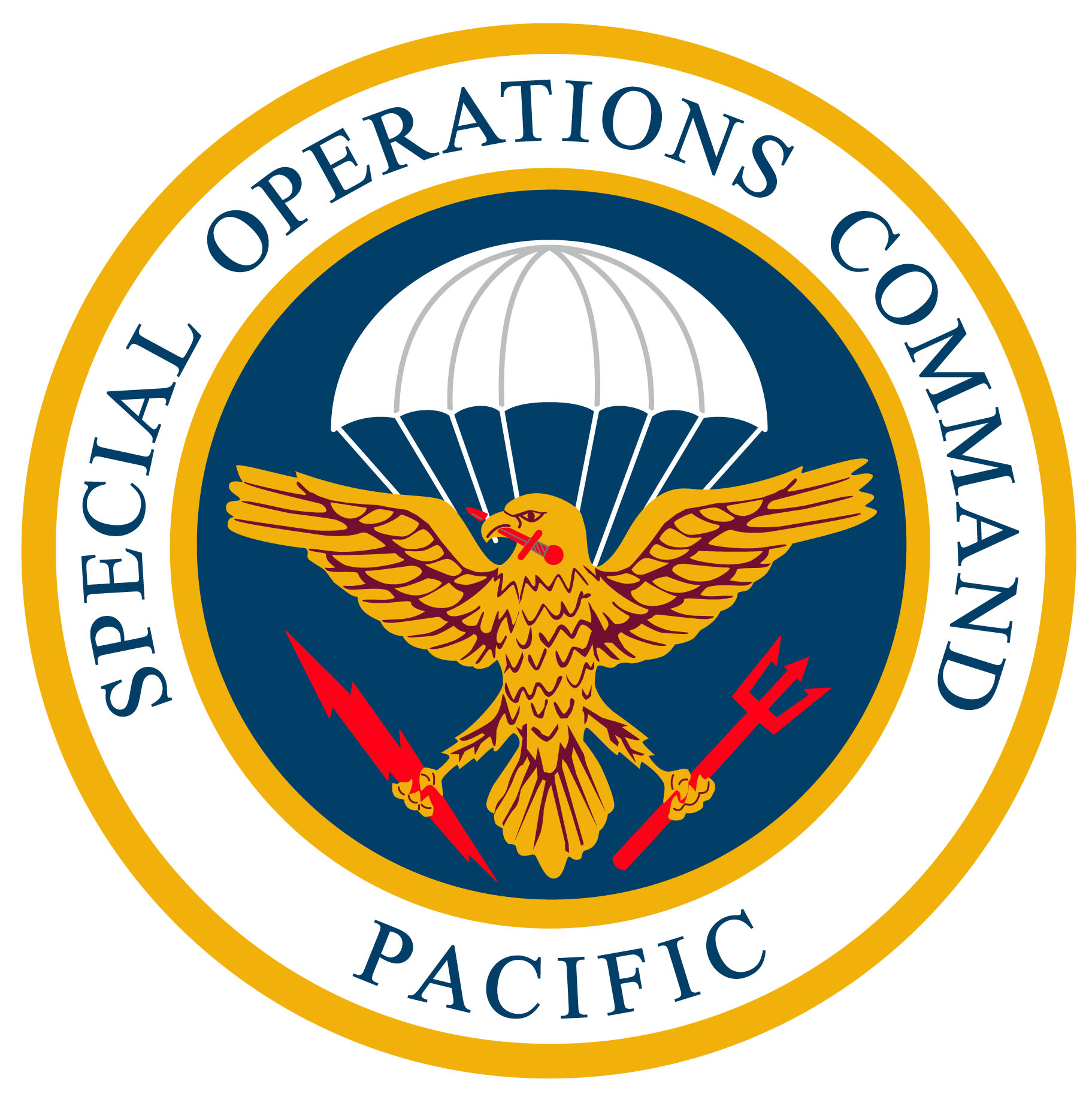
중부특수작전사령부(SOCCENT) 중부사령부
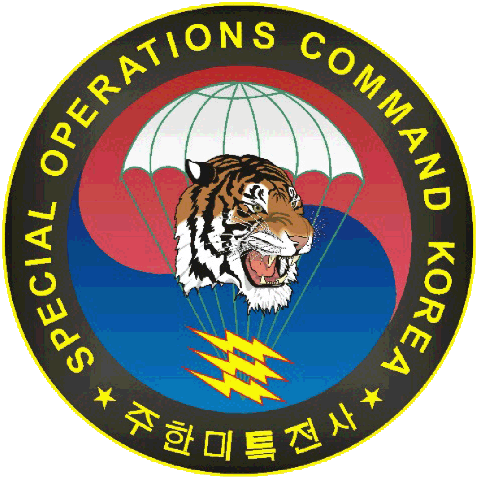
태평양 특수작전사령부(SOCPAC)
 인도-태평양 사령부
- 주한 미군 특수작전사령부(SOCKOR)
 주한 미군

- 미국 아프리카 사령부 특수작전사령부 - 독일 슈투트가르트 켈리 막사; 2008년 10월 1일, 창설[10]
- 미국 중부사령부 특수작전사령부 - 플로리다주 맥딜 공군기지; 1983년 12월 1일, 창설[11]
- 미국 유럽 사령부 특수작전사령부 - 독일 슈투트가르트 패치 막사; 1955년 1월 22일, 창설[12]
- 주한 미군 특수작전사령부 - 대한민국 평택시 캠프 험프리스; 1986년 7월 14일, 창설[13]
- 미국 북부사령부 특수작전사령부 - 콜로라도주 페터슨 공군기지; 2013년 11월 5일, 창설[14]
- 미국 인도-태평양 사령부 특수작전사령부 - 하와이주 캠프 H. M. 스미스; 1983년 11월 1일, 창설[15]
- 미국 남부사령부 특수작전사령부 - 플로리다주 홈스테드 공군 예비군 기지; 1986년 8월 4일, 창설[16]

## USSOCOM 훈장

2020년대 디자인

미국 특수작전사령부 훈장은 1994년에 제정되었다.

2010년대 디자인

2016년 5월, 대한민국 국군 최초로 전인범 육군 중장에게 USSOCOM 훈장의 수여가 승인되었다. 그는 2013년 10월 31일부터 2014년 4월 14일까지 육군특수전사령부 사령관이자 연합특전사령관(COMCUWTF)으로 근무하던 당시의 공로를 인정받았으며, 예비역으로의 전역식을 맞이하는 7월 25일에 공식적으로 수여받았다.

## 코만도 명예의 전당
코만도 명예의 전당(영어: Commando Hall of Honor)은 2010년 Admiral Eric T. Olson 에릭 T. 올슨[*]에 의해 설립되었다. 코만도 명예의 전당에는 매년마다 특수작전군(SOF) 커뮤니티를 위한 희생과 뛰어난 지도력을 발휘한 부사관과 장교를 선출하여 그들의 이름을 기록한다.

## 자료
- “2025 Fact Book” (PDF). 《United States Special Operations Command》 (미국 영어). United States Special Operations Command Public Affairs. 2025년 4월 16일에 확인함.